# 河内郵便局 (栃木県)
河内郵便局（かわちゆうびんきょく）は栃木県宇都宮市にある郵便局。民営化前の分類では集配普通郵便局であった。

## 概要
住所：〒329-1199 栃木県宇都宮市白沢町1234-1
民営化直前の集配業務再編において、多くの集配普通郵便局は統括センターとなったが、当局は配達センターとされたため、民営化後も郵便事業株式会社の支店は併設されず、集配センターが併設された。

## 沿革
- 1872年8月4日（明治5年7月1日） - 白沢（しらさわ）郵便取扱所として開設[1]。
- 1875年（明治8年）1月1日 - 白沢郵便局（五等）となる。
- 1885年（明治18年）10月1日 - 貯金取扱を開始。
- 1894年（明治27年）2月28日 - 貯金取扱を廃止。
- 1898年（明治31年）11月16日 - 貯金取扱を再開。
- 1899年（明治32年）11月1日 - 為替取扱を開始。
- 1957年（昭和32年）4月1日 - 河内郵便局に改称[2]。
- 1961年（昭和36年）12月1日 - 田原郵便局[3]から電話交換業務を移管。
- 1974年（昭和49年）2月28日 - 電話交換業務を宇都宮電報電話局に移管。
- 1983年（昭和58年）10月1日 - 田原郵便局[3]から和文電報配達業務の一部[4]を移管。
- 2007年（平成19年）10月1日 - 民営化に伴い、併設された郵便事業宇都宮東支店河内集配センターに一部業務を移管。
- 2012年（平成24年）10月1日 - 日本郵便株式会社発足に伴い、郵便事業宇都宮東支店河内集配センターを河内郵便局に統合。
- 2017年（平成29年）2月20日 - 上河内郵便局から集配業務を移管。

## 取扱内容
- 郵便、印紙、ゆうパック、内容証明
- 貯金、為替、振替、振込、国際送金、国債、投資信託
- 生命保険、バイク自賠責保険、自動車保険
- ゆうちょ銀行ATM
- 「329-11xx」「321-04xx」区域（宇都宮市のうち旧河内町、旧上河内町エリア）の集配業務

## 周辺
- 宇都宮市役所 河内地域自治センター（旧・河内町役場）
- 河内総合運動公園
- 宇都宮市立白沢小学校
- 鬼怒川

## アクセス
- 関東バス、上河内代替バス「ユッピー号」 白沢小学校入口停留所下車
- 東北自動車道 宇都宮ICから東へ約13km
- 駐車場あり：15台